# Donji Vojići
Donji Vojići falu Bosznia-Hercegovinában, a Bosznia-hercegovinai Föderáció Una-Szanai kantonjában, Ključ községben. 

## Fekvése
Bosznia-Hercegovina nyugati részén, Bihácstól légvonalban 72, közúton 86 km-re délkeletre, Ključtól légvonalban 6, közúton 7 km-re északnyugatra, a Ključról Bihácsra menő főút mentén fekszik.

## Népessége
| Nemzetiségi csoport | Népesség 1991 | Népesség 2013 |
| ------------------- | ------------- | ------------- |
| Szerb               | 70            | 9             |
| Bosnyák             | 205           | 223           |
| Horvát              | 21            | 0             |
| Jugoszláv           | 3             | 0             |
| Egyéb               | 15            | 1             |
| Összesen            | 314           | 233           |

## Története
A falu 1878-ig tartozott az Oszmán Birodalomhoz, majd az Osztrák-Magyar Monarchia része lett. 1879-ben az első osztrák-magyar népszámlálás során Vojićin 22 házat és 128 muszlim lakost számláltak. 1910-ben Vojići településen 41 házat, 132 muszlim, 12 katolikus horvát és 6 ortodox szerb lakost számláltak. A monarchia szétesésével 1918-ben előbb a Szerb-Horvát-Szlovén Királyság, majd 1929-től a Jugoszláv Királyság része. 1921-ben 39 házat és 195 lakost számláltak. 1945-től Vojići a szocialista Jugoszlávia része volt.
A boszniai háború idején 1992 májusában és júniusában a település drámai napokat élt át. 1995 végén az innen nyugatra fekvő Lanište falu határában a Babina dolina néven ismert helyen találták meg a Lanište II. jelű tömegsírt, amely mintegy 2,7 kilométerre van a Lanište-hágótól. Itt a környékbeli falvakból származó 77 bosnyák maradványait exhumálták, akiket 1992. június 1-jén öltek meg a velagići általános iskola előtt. Azután ölték meg őket, hogy Vojići, Hasići, Nezići, Hadzići és Velagići településeiről érkező férfiakat behívták a velagići rendőrállomásra. A felhívásra jelentkezőket a katonai rendőrök lefogták és a régi iskola helyiségeibe kényszerítették, majd késő este innen kiűzték és lelőtték őket. Néhány bosnyák túlélte a lövöldözést. Az iskola előtt fekvő sebesülteket fejbe lőtték. A második napon a holttesteket teherautókba pakolták, és elvitték a Babina völgyébe, ahol eltemették őket.
Muszlim lakossága a velagići gyülekezethez tartozik. 1992-ben a gyűlekezet mindkét mecsetet (Tičevića és Pudin Han településeken) lerombolták a Boszniai Szerb Köztársaság hadseregének tagjai. 1995-ben a Sana hadművelet során szerb lakossága a visszavonuló szerb csapatokkal együtt elmenekült. 2013-ban Donji Vojnićinak 233 állandó lakosa volt, melynek 95,7%-a muszlim hívő volt.